# فرد روبسام
فرد روبسام (نروژی: Fred Robsahm؛ ‏ ۲۹ ژوئن ۱۹۴۳ – ۲۶ مارس ۲۰۱۵) بازیگر اهل نروژ بود که در دهه‌های ۱۹۶۰ و ۱۹۷۰ میلادی در فیلم‌های وسترن اسپاگتی بازی می‌کرد. او در پایان دههٔ ۱۹۸۰ به اچ‌آی‌وی مبتلا شد.
از فیلم‌ها یا برنامه‌های تلویزیونی که وی در آن نقش داشته‌است، می‌توان به کمندی برای جانگو، امروز می‌کشیم، فردا می‌میریم!، اینگرید فاحشه خیابانی و گناهان جوانی اشاره کرد.